# Ghiacciaio Otlet
Il ghiacciaio Otlet (in inglese Otlet Glacier) (65°48′S 64°38′W) è un ghiacciaio lungo 17 km situato sulla costa di Graham, nella parte occidentale della Terra di Graham, in Antartide. Il ghiacciaio, il cui punto più alto si trova 263 m s.l.m., fluisce lungo il versante meridionale delle cime Fontaine.

## Storia
Il ghiacciaio Otlet è stato dapprima delineato piuttosto grossolanamente durante la spedizione britannica nella Terra di Graham, 1934-37, al comando di John Rymill e poi mappato più dettagliatamente dal British Antarctic Survey, che all'epoca si chiamava ancora Falkland Islands and Dependencies Survey, grazie a fotografie aeree scattate dalla Hunting Aerosurveys Ltd nel 1955-57. Il ghiacciaio è stato poi così battezzato dal Comitato britannico per i toponimi antartici in onore di Paul Otlet (1868—1944), bibliografo belga, co-fondatore, nel 1895, dell'Ufficio internazionale di bibliografia di Bruxelles grazie al quale istituirà il sistema di Classificazione decimale universale. Egli è stato un innovatore dell'organizzazione razionale delle informazioni polari attraverso opportuni schemi di classificazione.